# Angel Eyes (Home and Away)
"Angel Eyes (Home and Away)" is een nummer van de Schotse band Wet Wet Wet. Het nummer verscheen op hun debuutalbum Popped In Souled Out uit 1987. Op 23 november van dat jaar werd het nummer uitgebracht als de derde single van het album.

## Achtergrond
"Angel Eyes (Home and Away)" is geschreven door groepsleden Graeme Clark, Tommy Cunningham, Neil Mitchell en Marti Pellow en Squeeze-lid Chris Difford en geproduceerd door Michael Baker en Axel Kroll. De naam van Difford werd toegevoegd aan de auteurs omdat het nummer een interpolatie van volledig couplet uit de Squeeze-single "Heartbreaking World" bevat. Daarnaast bevat het nummer referenties naar de nummers "Walk On By" en "The Look of Love", allebei geschreven door Hal David en Burt Bacharach. In 1986 verscheen een vroege versie van het nummer onder de titel "Home and Away" al op het compilatiealbum Honey at the Core, waarop vijftien nummers van jonge Schotse bands waren verzameld.
"Angel Eyes" werd een grote hit. Het bereikte de vijfde plaats in de Britse UK Singles Chart en piekte ook op de negende plaats in Ierland. Enige tijd later werd het ook een hit in andere landen. Zo bereikte het in Nederland de tweede en de derde plaats in respectievelijk de Top 40 en de Nationale Hitparade Top 100 en werd in Vlaanderen de derde plaats in een voorloper van de Ultratop 50 gehaald. In 2002 bracht zanger Marti Pellow een nieuwe versie van het nummer uit op zijn soloalbum Marti Pellow Sings the Hits of Wet Wet Wet & Smile.

## Hitnoteringen

### Nederlandse Top 40
| Hitnotering: 30-01-1988 t/m 23-04-1988 | Hitnotering: 30-01-1988 t/m 23-04-1988 | Hitnotering: 30-01-1988 t/m 23-04-1988 | Hitnotering: 30-01-1988 t/m 23-04-1988 | Hitnotering: 30-01-1988 t/m 23-04-1988 | Hitnotering: 30-01-1988 t/m 23-04-1988 | Hitnotering: 30-01-1988 t/m 23-04-1988 | Hitnotering: 30-01-1988 t/m 23-04-1988 | Hitnotering: 30-01-1988 t/m 23-04-1988 | Hitnotering: 30-01-1988 t/m 23-04-1988 | Hitnotering: 30-01-1988 t/m 23-04-1988 | Hitnotering: 30-01-1988 t/m 23-04-1988 | Hitnotering: 30-01-1988 t/m 23-04-1988 | Hitnotering: 30-01-1988 t/m 23-04-1988 | Hitnotering: 30-01-1988 t/m 23-04-1988 |
| Week                                   | 1                                      | 2                                      | 3                                      | 4                                      | 5                                      | 6                                      | 7                                      | 8                                      | 9                                      | 10                                     | 11                                     | 12                                     | 13                                     |                                        |
| -------------------------------------- | -------------------------------------- | -------------------------------------- | -------------------------------------- | -------------------------------------- | -------------------------------------- | -------------------------------------- | -------------------------------------- | -------------------------------------- | -------------------------------------- | -------------------------------------- | -------------------------------------- | -------------------------------------- | -------------------------------------- | -------------------------------------- |
| Nummer                                 | 35                                     | 21                                     | 12                                     | 6                                      | 4                                      | 3                                      | 2                                      | 2                                      | 4                                      | 9                                      | 17                                     | 24                                     | 38                                     | uit                                    |

### Nationale Hitparade Top 100
| Hitnotering: 16-01-1988 t/m 07-05-1988 | Hitnotering: 16-01-1988 t/m 07-05-1988 | Hitnotering: 16-01-1988 t/m 07-05-1988 | Hitnotering: 16-01-1988 t/m 07-05-1988 | Hitnotering: 16-01-1988 t/m 07-05-1988 | Hitnotering: 16-01-1988 t/m 07-05-1988 | Hitnotering: 16-01-1988 t/m 07-05-1988 | Hitnotering: 16-01-1988 t/m 07-05-1988 | Hitnotering: 16-01-1988 t/m 07-05-1988 | Hitnotering: 16-01-1988 t/m 07-05-1988 | Hitnotering: 16-01-1988 t/m 07-05-1988 | Hitnotering: 16-01-1988 t/m 07-05-1988 | Hitnotering: 16-01-1988 t/m 07-05-1988 | Hitnotering: 16-01-1988 t/m 07-05-1988 | Hitnotering: 16-01-1988 t/m 07-05-1988 | Hitnotering: 16-01-1988 t/m 07-05-1988 | Hitnotering: 16-01-1988 t/m 07-05-1988 | Hitnotering: 16-01-1988 t/m 07-05-1988 | Hitnotering: 16-01-1988 t/m 07-05-1988 |
| Week                                   | 1                                      | 2                                      | 3                                      | 4                                      | 5                                      | 6                                      | 7                                      | 8                                      | 9                                      | 10                                     | 11                                     | 12                                     | 13                                     | 14                                     | 15                                     | 16                                     | 17                                     |                                        |
| -------------------------------------- | -------------------------------------- | -------------------------------------- | -------------------------------------- | -------------------------------------- | -------------------------------------- | -------------------------------------- | -------------------------------------- | -------------------------------------- | -------------------------------------- | -------------------------------------- | -------------------------------------- | -------------------------------------- | -------------------------------------- | -------------------------------------- | -------------------------------------- | -------------------------------------- | -------------------------------------- | -------------------------------------- |
| Nummer                                 | 85                                     | 55                                     | 32                                     | 16                                     | 8                                      | 5                                      | 5                                      | 3                                      | 3                                      | 6                                      | 6                                      | 9                                      | 11                                     | 20                                     | 26                                     | 49                                     | 92                                     | uit                                    |

### NPO Radio 2 Top 2000
| Nummer met noteringen in de NPO Radio 2 Top 2000 | '00 | '01  | '02  | '03  | '04  | '05  | '06  | '07  | '08  | '09  | '10  |
| ------------------------------------------------ | --- | ---- | ---- | ---- | ---- | ---- | ---- | ---- | ---- | ---- | ---- |
| Angel Eyes (Home and Away)                       | 816 | 1032 | 1345 | 1260 | 1558 | 1477 | 1472 | 1934 | 1527 | 1598 | 1743 |

1. ↑  Een vetgedrukt getal geeft de hoogste notering aan.
2. ↑  2000 was het eerste jaar met een notering voor dit nummer.
3. ↑  Deze tabel is bijgewerkt tot en met de laatste editie (2024).